# Zuid-Finland
Zuid-Finland (Fins: Etelä-Suomen lääni; Zweeds: Södra Finlands län) was tot 2010 een Finse provincie. Zuid-Finland grensde aan West-Finland, Oost-Finland en de Oostzee. In 1997 werd de provincie samengesteld uit 6 vroegere provincies. Op 1 januari 2010 werden de Finse provincies opgeheven. Het land werd toen ingedeeld in twintig regio's.
In 2002 woonden er in Zuid-Finland ongeveer 2.095.416 mensen op een oppervlakte van 34.378 km².

## Gemeenten (Kunta)
Zuid-Finland bestond uit de volgende gemeenten:
| - Anjalankoski - Artjärvi (Artsjö) - Asikkala - Askola - Ekenäs (Tammisaari) - Elimäki - Espoo (Esbo) - Forssa - Hämeenkoski - Hämeenlinna (Tavastehus) - Hamina (Fredrikshamn) - Hanko (Hangö) - Hartola - Hattula - Hauho - Hausjärvi - Heinola - Helsinki (Helsingfors) - Hollola - Humppila - Hyvinkää (Hyvinge) - Iitti - Imatra - Ingå (Inkoo) - Jaala - Janakkala - Järvenpää (Träskända) - Jokioinen (Jockis) - Joutseno - Kalvola - Karis (Karjaa) - Karjalohja (Karislojo) - Karkkila (Högfors) - Kärkölä - Kauniainen (Grankulla) - Kerava (Kervo) - Kirkkonummi (Kyrkslätt) - Kotka - Kouvola - Kuusankoski - Lahti (Lahtis) - Lammi - Lapinjärvi (Lappträsk) - Lappeenranta (Villmanstrand) | - Lemi - Liljendal - Lohja (Lojo) - Loppi - Loviisa (Lovisa) - Luumäki - Mäntsälä - Miehikkälä - Myrskylä (Mörskom) - Nastola - Nummi-Pusula - Nurmijärvi - Orimattila - Padasjoki - Parikkala - Pernå (Pernaja) - Pohja (Pojo) - Pornainen (Borgnäs) - Porvoo (Borgå) - Pukkila - Pyhtää (Pyttis) - Rautjärvi - Renko - Riihimäki - Ruokolahti - Ruotsinpyhtää (Strömfors) - Saari - Sammatti - Savitaipale - Sipoo (Sibbo) - Siuntio (Sjundeå) - Suomenniemi - Sysmä - Taipalsaari - Tammela - Tuulos - Tuusula (Tusby) - Uukuniemi - Valkeala - Vantaa (Vanda) - Vihti (Vichtis) - Virolahti - Ylämaa - Ypäjä |

Åland · Lapland · Oost-Finland · Oulu · West-Finland · Zuid-Finland